# 阎锡山
閻錫山（1883年10月8日—1960年5月23日），字百川、伯川，漢族，山西省五臺縣人，清末举人，中華民國北洋政府将军府「同武上将军」，中華民國國軍（及其前身國民革命軍）陸軍一級上將，北洋軍閥「晉系」領袖，军事人物，政治家。
閻錫山管轄之山西省，自1911年辛亥革命後建立以來，經歷多場內戰、抗日戰爭及國共內戰，依然屹立不倒。直至1949年4月太原戰役結束後，被中國人民解放軍佔領為止，一共歷經38年，是眾多民國軍閥中紀錄最長者。
曾任中華民國行政院院長、國防部部長及總統府資政等職務，在中華民國政府遷往臺灣前後幾個月內曾為國內中央軍政最高負責人。

## 早年經歷

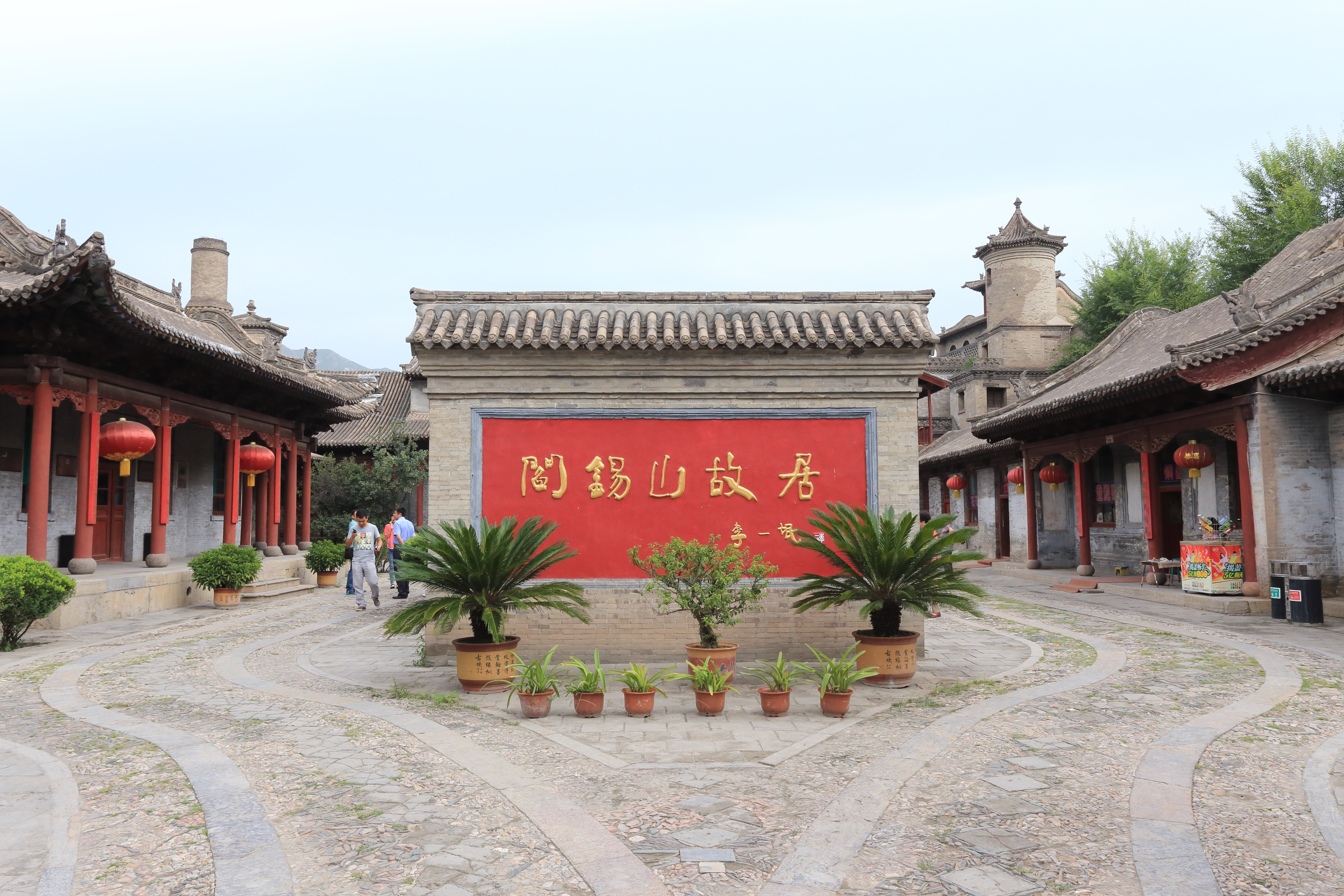
河边村阎锡山旧居
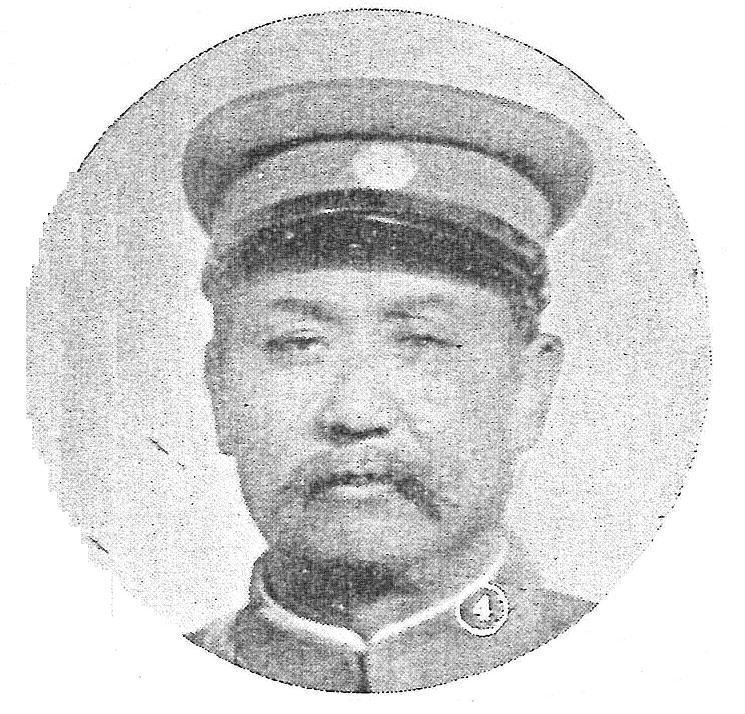
阎锡山

### 身世
閻錫山生於大清山西省代州直隸州五臺縣河邊村文昌堡（今址在閻家大院，劃入定襄縣）。因其母（曲月清）结婚十年得一子，为了庆祝这一喜事给孩子起名万喜。五台乡下人们呼唤子弟，都要在名字后面加一个“子”字（“子”晉語读de），以后人们就叫他万喜子。6岁丧母，阎锡山于生母逝世后，被外祖母王氏接去抚养。不久，他父亲又娶定襄县陈家营陈养中的女儿秀卿为继室，因秀卿年纪比其父小9岁，在当地这被叫作“女儿补后”，自然女方要提一些条件，其中一项便是不养阎锡山，此话一出，他的外祖母王氏便大包大揽，承担起外孙子的养育之责。阎家和曲家都是以经商为主的小地主，都希望自己的子弟成为一个会写算的人。所以在他9岁时被送到曲家的私塾去读书，受业于曲沂泉先生，正式起名锡山。16岁协助其父阎书堂（字子明）经商。

### 辛亥革命
1901年入山西武备学堂，1904年赴日本留學，先在东京振武学校就讀。1905年，加入中國同盟會，後進入日本陸軍士官學校中國武備留學生班第六期就讀，1909年自日本陸軍士官學校畢業，便與好友趙戴文攜帶兩顆炸彈回國。
。回國後，出任山西陸軍小學教官、監督。任山西陆军第二标教官，同年升任第二標標統。山西新軍第二標隨後在全國新軍整編時改名為新軍第八十六標。
1911年10月武昌起义爆發前，山西巡撫陆钟琦已经意识到山西新军對清廷的忠誠度不足，且山西新軍的主要軍官也確實全是同盟會會員。在武昌起義爆發後，为防意外，陆钟琦一方面从外面调配巡防营驻扎省城维护秩序，另一方面計畫将驻守省城的新军调往外地。命令新軍調動，给出的开拔时限为10月28日（農曆九月初八）。但當天下午，新軍中反清朝統治的中低階軍官集會決定密謀起義，主要領頭者包括有黄国梁、阎锡山、张瑜、温寿泉、乔煦、南桂馨等人。他們利用开拔命令领取武器弹药，10月29日凌晨，新軍發動革命。
驻扎太原城外的新军第八十五标第三营管带姚以价率先从南门攻城，驻守在城内的第八十六标标统阎锡山迅即响应。當夜起義軍占領山西省會太原，山西巡抚陆钟琦、其子陸光熙以及協統譚振德被枪杀。隨後山西省各地亦仿照省城相继独立。革命成功後，阎锡山任山西都督，按新军起义的顺序，山西省是全国的第五个宣布独立的省份。

### 燕晋联军
11月4日，清廷任命北洋军第六镇统制吴禄贞署理山西巡抚，但吴实为革命党人，去石家庄后，阻止欲进攻山西的第六镇协统吴鸿昌，自己亲赴娘子关与閻錫山商讨始組織燕晉聯軍，吴任大都督，阎锡山和驻扎滦州的二十镇统制张绍曾为副都督。吴拟11月7日举义，但于深夜遇刺身亡，燕晋联军夭折，阎锡山只好派人将吴禄贞的遗体暂埋娘子关，直到1913年11月7日石家庄火车站旁边的吴公墓落成後迁葬吴的遗体，并委托郭象昇代写吴禄贞墓的碑文。
不久，袁世凱命张锡銮署理山西巡抚，曹锟率军进攻山西，阎锡山在娘子关失守後，分撤至南北，自己亲率部分革命军攻克大同、托克托等地，直到清帝逊位後才停止。
阎锡山日后曾多次提及这段历史，尤其在1931年2月17日（辛未正月初一日）的日记里详细讲述燕晋联军内情和曹锟攻晋前後之事：

太原光复，吴禄贞将军愿联合晋省革命军，截断石庄堵袁世凯进京，并愿先会面于石庄。余欲往，众恐受骗，阻之。余曰：革命党人，岂有骗人之吴绶卿乎（绶卿为吴将军之字）。众坚阻，咸主先请其来，以观真象。余遂即电话约吴在娘子关会面，吴绶卿慨允而来。初见面，吴先云：君不崇朝而据有太原，可谓雄矣，但今日之革命，不在山西一隅，而在阻袁入京。盖袁入京，无论忠清与自谋，均不利于革命，愿晋军出石家庄，合组燕晋联军，君正我副，时已迫矣，请将军速决之。余曰：君谋极佩，机不可失，即开晋军全部到石，合组联军，君正我副。遂决定吴为燕晋联军大都督余副之。临别，吴问君何时开动。余曰：第一列军车，随君车之后即发，惜吴将军返抵石家庄旋即被刺而计划未果（吴禄贞清军第六镇统制）。
阎甚至在对其早年回忆录提及此事时感慨曰：
此一意外祸变，使我们阻袁入京之谋成为泡影，饮恨之深，实非言语可以形容。而吴将军之英俊豪爽，肝胆照人，料事之确，谋事之忠，在娘子关之短短一会，在我的心目中永远留下不可磨灭的印象。为表彰其壮烈精神，特于民国二年（1913年）发起铸铜像、建石碑，撰文表于成仁地点，以纪念之。

## 中年經歷

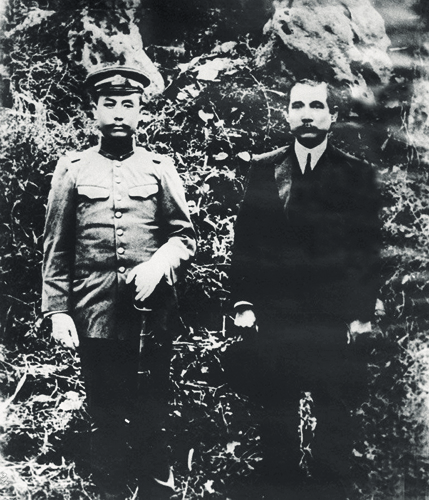
閻錫山與孫文的合影，1912年攝
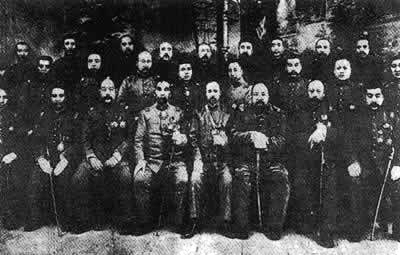
督軍團合影。前排右起：蔣雁行、曹錕、張懷芝、孟恩遠、王占元、李厚基、閻錫山；中排右起：師景雲、徐樹錚；後排右五起：倪嗣沖、陳光遠、靳雲鵬，1916至1918年

### 北洋軍閥

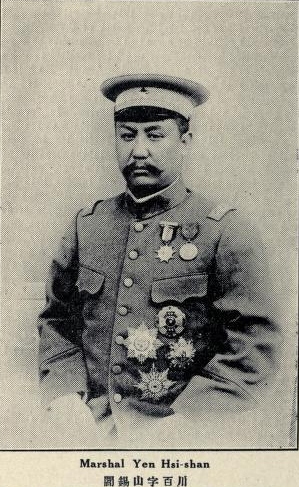
閻錫山（1920年）。

阎锡山1912年2月抵达忻州时被袁世凯以山西非起义省份为由阻挠其回太原，後因孙中山强烈坚持，袁世凯才让步，阎也终于回到太原当山西都督。但阎为自保，一面派与袁世凯有旧的董崇仁向袁输诚，并同意以北京为首都。1912年9月，孙中山视察山西，与阎锡山密谈，谓“北方环境与南方不同, 你要想尽方法, 保守山西这一块革命基地”等语，阎亦在被袁世凱勢力四面包圍的情况下，多方与袁和北洋军阀虚与委蛇，委曲求全，才得保住自己不被拔除。
袁世凱洪憲稱帝时，阎手裡只有七千多人馬，袁世凱勢力四面包圍，於是擁護袁世凱稱帝，並因此被封為「中華帝國」一等侯:27。在袁世凱去世後，閻亦繼續支持北洋政府。1917年7月初，張勳在北京擁溥儀復辟，雖然閻被任命為山西巡撫，他卻於7月4日發電征討張勳，反對復辟。是年9月湘南護法戰爭爆發，奉段祺瑞令派兵赴湖南作戰。因晉商富甲天下，山西省於清末與民國初年為中國富庶省份；作為1910年代至1920年代地方領導人，閻錫山因此成爲中國重要人物之一。

#### 农业政策
1917年开始，阎锡山重拳出击，推出“六政三事”（“六政”：水利、种树、蚕桑、禁烟、斷辮、天足；“三事”：种棉、造林、牲畜）来发展农业。梁漱溟在1922年到山西考察村政建设时，也曾在山西国民师范发表一篇夸奖山西农村建设成绩的演讲：“现在全国各地都乱到极点，个人自由的权力，全被剥夺无遗。……如廣西、廣東、湖南、四川、陝西……，哪处不是民不聊生！……山西这方面，无论如何，我们总是可以赞美地方政府有一种维持治安的功劳。”

#### 兵工业
山西通往外界之鐵路修建於1902年，是跟法國銀行借款，由法國工程師設計、發包來完成；因為成本問題，鐵路被設計成窄軌:26。阎锡山对山西工业特别是军火业的发展也不遗余力。他所设立的太原兵工厂和山西火药厂，曾与当时全国规模最大的汉阳兵工厂和沈阳兵工厂并列。生产的弹药不仅能满足自己军队的需求，也成为他拉拢和要挟其他军阀势力的重要工具。由于弹药充足，阎锡山曾下令官兵在打靶时，一律用实弹。

#### 經濟政策
1912年初，閻錫山為了整頓山西經濟，建立了山西官錢局，並在隔年建立了晉華銀行，使山西經濟重新復興了起來。隨後於多年的籌備下，建立了山西省銀行。根據南京國民政府於1935年的調查，山西省銀行的資本額為240萬元，為當時山西銀行業務的總資本額80%。
1925年，全省實業會議召開。在會議中閻錫山提出了六大案來復興山西產業：
- 煉油企劃：預計每年撥款30萬元，預計建造25個年產720噸油質煉油廠
- 煉鋼企劃：預計設置育才、經濟兩鋼廠，並分為製鐵、煉鋼、鋼軌以及電機四部，並預計製鐵部每日產出40噸、煉鋼部每日產出40噸、鋼軌部每日產出85磅標準鋼軌40噸、電機部則產出可供應全廠電氣設備。
- 機械企劃：分為兩期，第一期設立育才機器廠，作為修理機器以及培育人才用、第二期建設經濟型機器廠，產出全省所需之機器。
- 電氣企劃：預計於山西15個區建設發電廠，唯獨太原廠規模為1500千瓦、其餘14個區皆為500千瓦。
- 農業企劃：分為水利、肥料、農業試驗場等三計劃，於北中南興建農事試驗場，並逐步大規模興建肥料場。
- 林業企劃：分為兩期，第一期共造林14萬畝，期滿後每年共伐7000畝、第二期共造林84萬畝，期滿後每年共伐1.4畝

最後除了煉油企劃不得已停辦外，其企劃都在1926年實現，育才機器廠以及育才煉鋼廠於軍工停緩後，產出許多民用機器並銷售到陝西、四川等省。

而同時在計劃推行期間，仍有不少官辦企業建立。1925年山西軍人煤礦場建立，而在隔年建立山西火藥廠，並設立無煙藥廠、火工廠、酸廠等等之分場。而其日產可達無煙火藥300磅、硫酸3噸。

#### 文化教育
1918年，閻錫山推行《山西逐年教育進行企劃案》，將山西省之教育產業推至高潮。而當時山西省之義務教育為四年、學齡期為七至十三歲。而到1921年國民學校數量增加至約兩萬，在學兒童約9萬5千人，義務教育普及率已達到約70%。
而各種專業學校仍然不斷創立，1921年於山西省之專業學校有15所，學生共計約有4200人。同時1918年至1919年，閻錫山創立許多講習班、訓練班，來作為專業學校之配套措施。

### 加入國軍

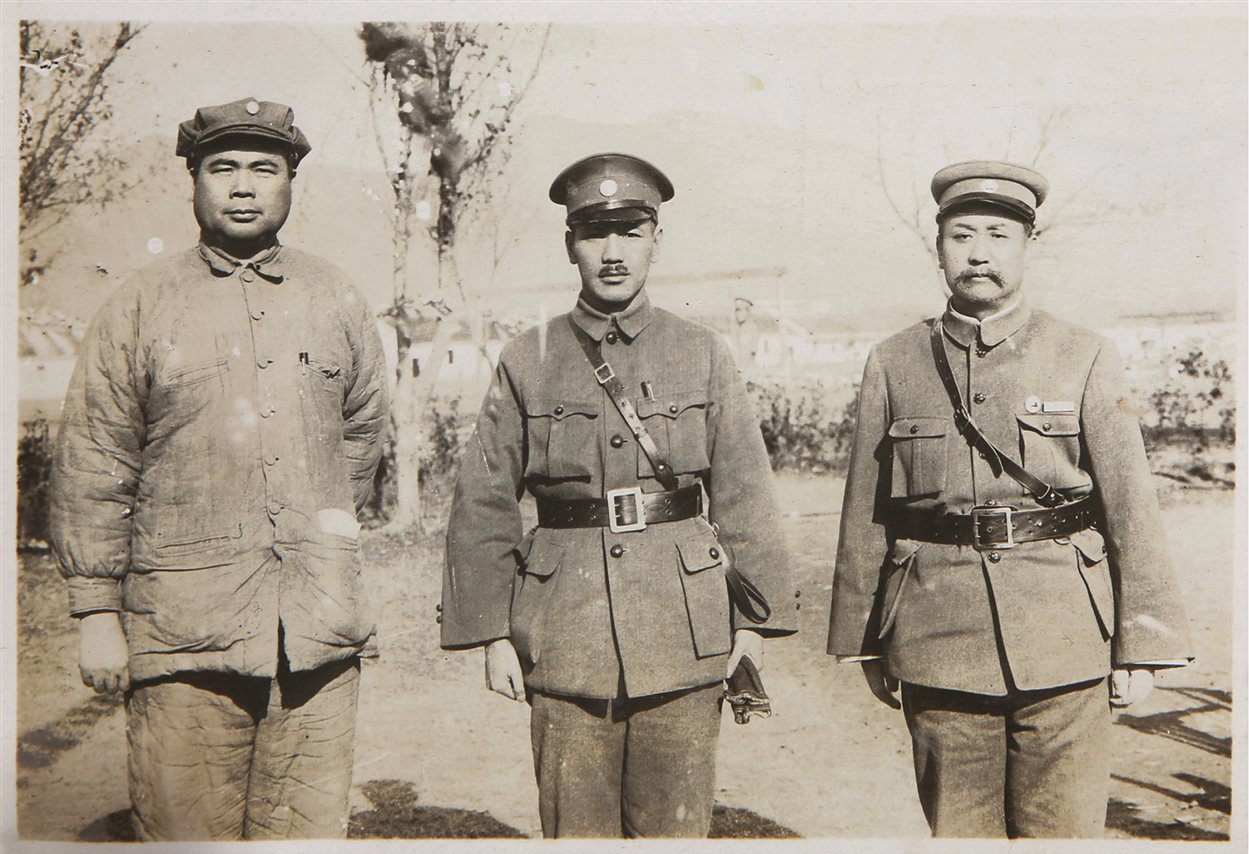
蒋介石、阎锡山、冯玉祥合影，1928年
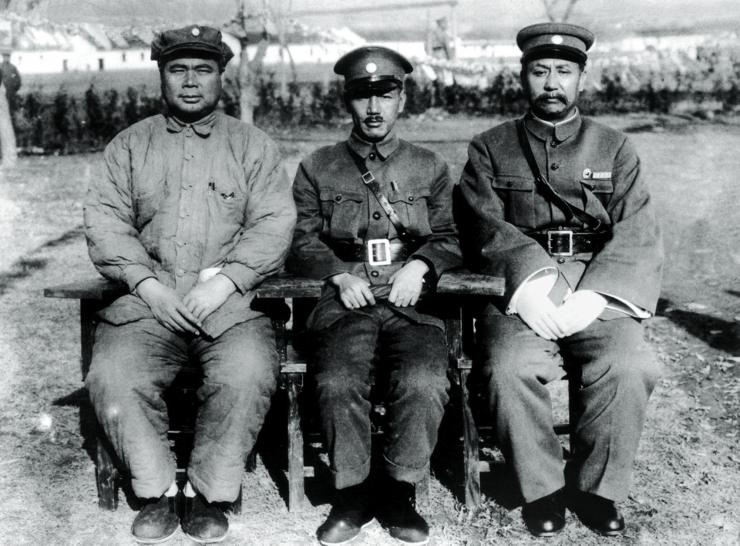
馮玉祥（左）、蔣介石（中）與閻錫山（右）於中原大戰前夕，在中國國民黨會議中合影，1928年

1926年國民革命軍北伐起，12月，閻錫山請求加入國民革命軍:12。
1927年1月，蔣介石提請任命閻錫山為國民革命軍北路總司令:13。6月，閻錫山通電擁護三民主義，除五色旗，改懸青天白日紅旗，被任命為國民革命軍第三集團軍司令，對張作霖作戰。11月6日，出兵娘子关，被东北军击败，不得不固守山西。1928年2月，阎锡山出任第3集团军总司令，5月奉军败相明显，北伐军兵临京津冀地区，阎锡山派兵欲抢先夺取北京，5月3日，派出关福安、赵承绶和徐永昌出击，8日三人会师于平山县，次日占领石家庄，17日向奉军发动新一轮攻势，一度处境危急，向冯玉祥部请求支援。冯玉祥也欲抢夺北京，并因此前南口大战时阎锡山落井下石而怀恨在心，命韓復榘不仅不出兵援救，反而撤军，导致晋军右翼出现空当，给奉军反击的机会。后多亏白崇禧部赶到，阎锡山部逃过一劫。阎冯二人于是结怨。4月8日，在蒋介石的支持下，第3集团军商震部进入北京:379-381。1929年，任陸海空軍副總司令。1930年元旦，獲國民政府頒授一等寶鼎章。

### 中原大战

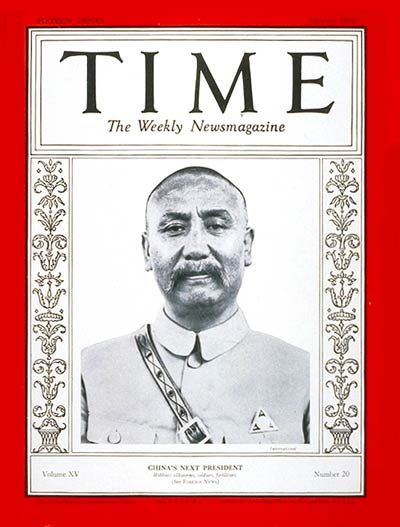
閻錫山登上《時代雜誌》封面，1930年5月19日
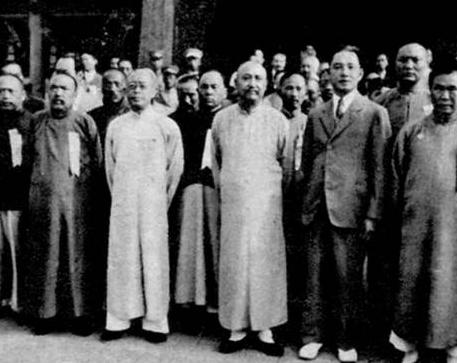
閻錫山和汪精衛在北平，1930年9月9日

國民革命軍北伐结束后，蔣介石開始對非嫡系人馬裁軍，阎锡山與蔣介石就「國軍編遣事件」意見相左。
1930年2月，閻錫山通電以禮讓為國，要蔣下野出國:20。3月14日，原第二、三、四集团军将领57人，通电拥阎为陆海空军总司令，出兵讨蒋，引發中原大戰。
1930年7月，国民党反蒋各派在北平成立“中国国民党部扩大会议”，决定另组「國民政府」，閻任「國民政府」主席、冯玉祥、李宗仁、张学良为副总司令。9月，奉系領袖張學良通電支持蔣介石，並派兵攻入山海關關內，隨即掌握北平。馮、閻大敗。9月，閻錫山通電下野:21。10月15日，閻錫山宣布下野，12月赴大連潛心進修哲学。11月25日國民政府依《陸海空軍勳章條例》褫奪年初頒授閻錫山的一等寶鼎章。
1931年8月5日阎锡山乘飞机潜回大同。一个月之后九一八事變爆发，蒋介石为了抗日和昔日反对势力和解。1931年12月，在国民党第四次全国代表大会上，阎锡山的中央执行委员被恢复。次年2月20日被任命为太原绥靖主任。1934年11月5日，蔣從張家口繼續向西，前往大同:366。11月8日，蔣飛抵太原:367。11月9日，蔣前往閻錫山故鄉河邊村:367。阎锡山利用全面抗战前的几年和平时期大力发展经济，同时积极“防共保乡”。1935年，閻為一級上將。

### 抗日战争

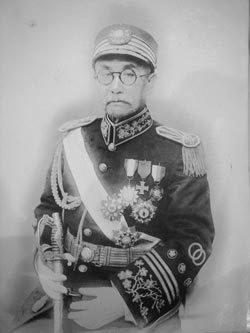
閻錫山大禮服裝，1940年代
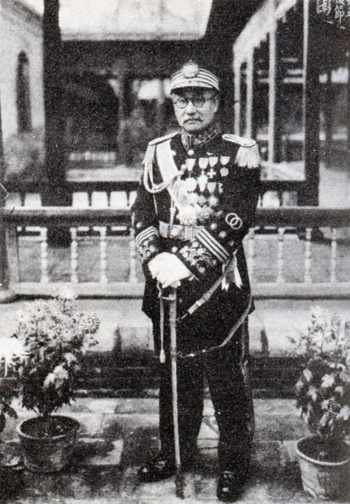
閻錫山大禮服裝，1940年代

抗日战争时期，閻錫山稱自己在“三個鷄蛋（蔣介石、中共、日本）上跳舞”，努力在三方势力间寻求平衡，保持自己的势力。
1936年日军进入与山西相邻的綏遠，阎锡山政策也改为联共抗日，与共产党薄一波、徐向前等人合作。9月成立“山西牺牲救国同盟会”，自任会长。11月命令晋绥军傅作义、赵承绶等部对依日的蒙疆聯合自治政府伪军进行反击。11月16日，蔣介石從洛陽致電閻：「應即令傅作義主席向百靈廟積極佔領，對商都亦可相機進取，對外交決無顧慮，不必猶豫，以弟之意，非於此時乘機佔領百靈廟與商都，則綏遠不能安定也。」:422在百灵庙战役中获胜。
1937年3月9日，行政院決議，嘉獎綏遠抗戰將領，閻錫山敍一等寶鼎勳章:5381。蘆溝橋事變引发全面抗日战争爆發後，任第二戰區司令長官，抗日戰爭中参与並指挥太原会战等诸多大小戰鬥。1939年，閻錫山試圖取回山西牺牲救国同盟会下新軍武裝的控制權，將其改編為教導軍，結果新軍公開叛變，擊殺舊軍軍官，徹底倒向共產黨，造成晉西事變，導致國民政府在冬季攻勢中一敗塗地。

## 晚年經歷

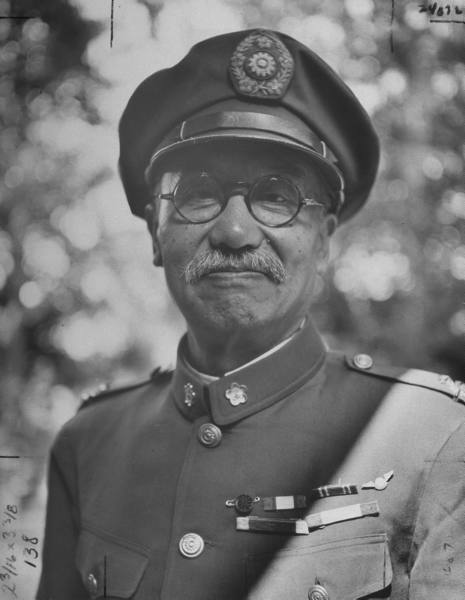
閻锡山，攝於1947年
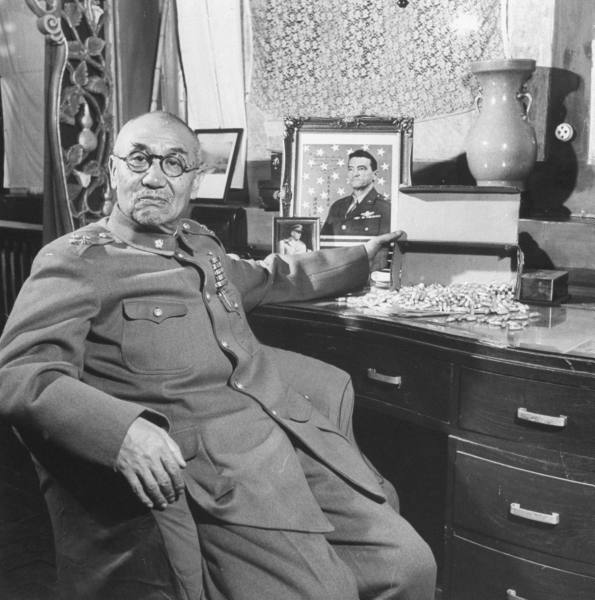
閻锡山，攝於1948年

### 第二次国共内战时期
1945年8月下旬，时任第二戰區司令长官的阎锡山，以其第十九军军长史泽波率国民革命軍第十九军、国民革命軍第六十一军共1.7万人进攻晋西南。解放军集中太行、太岳、冀南3个战区的主力及地方武装共3.1万人，发起上党战役。至10月12日，解放军取得完全胜利，共歼国军3.5万人，其中生俘3.1万人，缴获山炮24门，机枪2,000余挺，各种枪1.6万余支，国民革命軍第七集团军副总司令彭毓斌阵亡，第十九军军长史泽波被俘。第二战区撤销后，阎锡山担任太原绥靖公署主任兼山西省政府主席，继续掌握山西军政大权。
1946年1月，国共双方达成停战协议。次年6月，随着国共内战全面爆发，阎锡山部在山西各地进攻解放军。但先后遭到贺龙、聂荣臻、陈赓、王震、徐向前等解放军部队打击，最後阎锡山部只掌控着太原及大同兩座孤城。
1947年4月上旬，閻錫山經營多年之西北實業公司，以7,000億元之代價，全部押給中國銀行；該公司係閻錫山用以生產軍火及壟斷山西工業之總機關，擁有全國著名之太原兵工廠等，近因經濟破產，美貨傾銷，原料缺乏，成品滯銷，公司賠累甚巨，遂有此舉:8332。4月17日，中國國民黨中常會通過蔣提出之中央政治委員會委員名單：張人杰、李煜瀛、馮玉祥、閻錫山、柏文蔚、熊克武、孔祥熙、程潛、李宗仁、何應欽等，秘書長陳立夫:8336。
1948年7月3日，太谷閻錫山軍在趙承綬指揮下沿鐵路北向猛攻，與解放軍華北野戰軍徐向前部展開激戰:8633。7月6日，華北野戰軍擊退太谷閻錫山軍進攻，殲滅閻軍千餘人:8636。7月下旬，蔣介石飛太原，召見閻錫山討論太原防務:55。12月，蔣召見自防地晉京之閻錫山、胡宗南及盧漢:57。12月29日，閻錫山晤蔣介石、李宗仁、張群:8762。下午出席立法院招待會，並發表演說，稱「共產主義為診斷錯誤之醫術，而共產黨為診斷錯誤之醫生」:8762。

### 撤離中國大陸時期

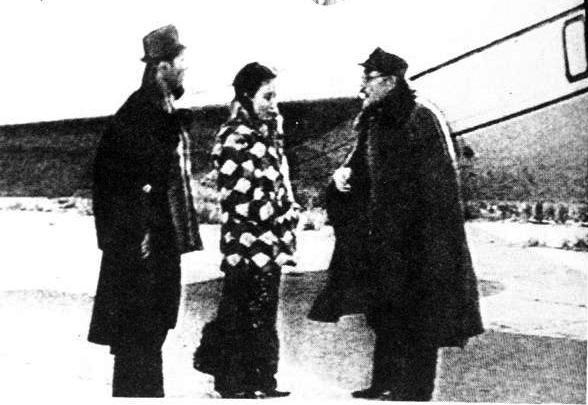
閻锡山（右）乘飛機離開太原前，梁化之（左）、閻慧卿（中）到機場送別，1949年

1949年1月1日，閻錫山乘專機返太原:8766。2月17日，閻錫山到溪口同蔣介石「談其今後黨、政、軍等改造的意見」:155（當日返回南京:515）。随着国军在战场上失利，阎锡山接到时任中华民国代总统李宗仁电報。3月29日下午，閻錫山由太原圍城飞往南京，行前緊急召集各部門負責人在綏靖公署內閻公館開會，由秘書長吳紹之宣讀李宗仁電報；閻對與會者稱：此去也許三天五天，也許十天八天，候和平商談有了結果，我就回來:8855。
4月22日，閻錫山以電話訓示梁化之在太原頑抗。梁化之報告所有應處理事項即行完畢，表示誓遵「不做俘虜，屍體亦不與敵人相見」之昭示。閻錫山即命轉告全體文武官員：「成功是國家人民的需要，成仁是自己的收獲。所愧者不能與大家共同犧牲，唯我一定要對得起大家。」:8887
4月24日，太原前線解放军向城垣總攻，上午5時30分以1,300門大炮轟擊城垣，至上午10時全部戰鬥結束:8890。山西省政府代主席梁化之和閻錫山之五妹、省婦女會理事長閻慧卿，在綏靖公署東花園自殺；特种警宪指挥处处长徐瑞和首要分子嵐風，為表示對國家效忠，將一批人員集中在指揮处大樓內，是日黎明解放軍攻入城內時，徐瑞命武裝科長李子雲把守樓門，徐瑞一聲令下集體自杀，徐瑞首先自戕，其他人有的開槍自擊，有的跳窗逃跑。李子雲先用衝鋒槍掃射，然後縱火自焚。同時，山西第四行政區督察專員兼保安司令尹遵黨等百餘人在八旗會館先舉火焚樓，旋集體自殺:8891。阎锡山在山西38年统治结束。南京失守后，中华民国政府南迁广州。

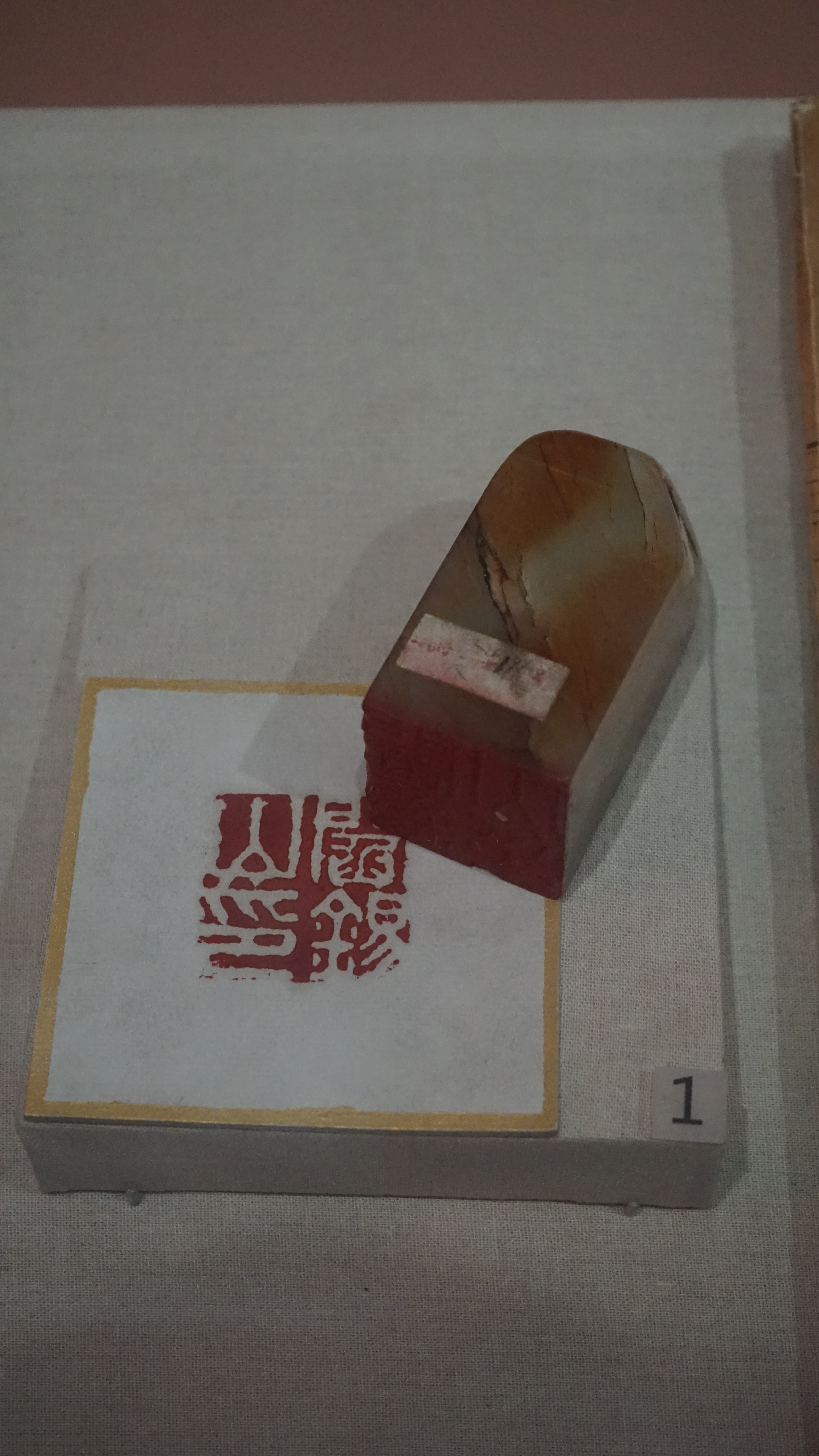
解放军攻占太原后缴获的阎锡山印章，现藏军事博物馆

4月26日，童冠賢、閻錫山亦由上海飛廣州:8891。5月25日在广州组织中国反侵略大同盟并任主席。5月31日，被提名為行政院長:208。6月2日，閻錫山以葬母名義赴台灣:176。國防部由廣州遷往重慶。6月3日，廣州立法院以254票對56票，10票廢票，通過閻錫山出任行政院長:176。阎锡山在廣州就任行政院長并兼任國防部長，為最後一位在中國大陸就任的行政院長。7月25日，李宗仁秘書朱昌渭向美國駐廣州總領事館透露，閻錫山內閣7月23日決議，批准招募「外籍兵團」，包括美國、日本及其他國家軍人協助作戰；朱說，陳納德已掌握有大批空軍志願軍:209-210。
9月，閻錫山抵達重慶謁見蔣介石，月內多次共商國是:61:9015-9018，29日蔣介石在廣州召集中國國民黨中央常務委員會會議，議決於非常委員會下設立軍事、財政與外交三個小組，協助非常委員會籌劃工作；三個小組由閻錫山、徐堪、葉公超分別負責:9019；同日立法院發生倒閻錫山風波，在台北監察委員王冠吾等電閻錫山，請閻打消辭職意圖:9020。
11月，閻錫山求蔣介石指示，一日數電:62。11月14日，阎锡山在重庆向蒋介石提议进行土地改革，遭到陈立夫愤怒回应“共产党还没到，你就想赶在他们前面迫害地主吗？”:286

### 台湾时期

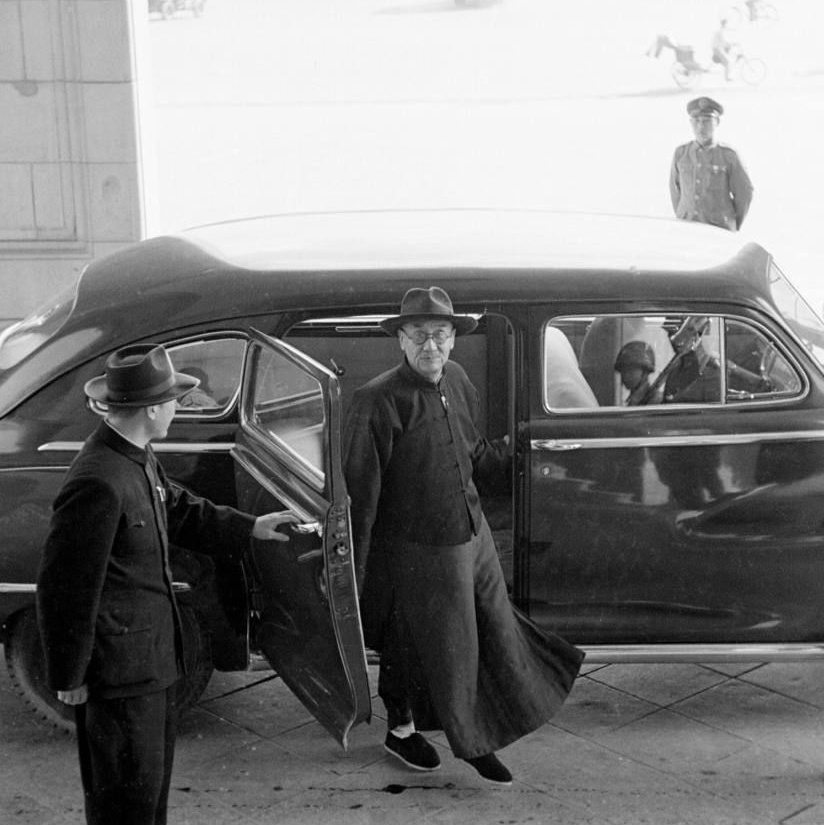
閻錫山攝於任行政院院長時期前後，約1950年

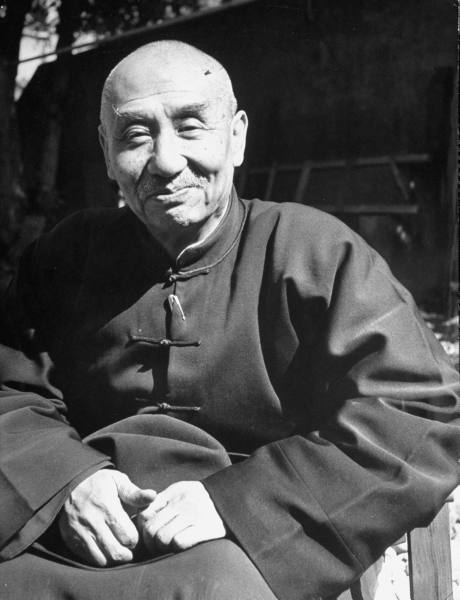
晚年閻錫山攝於台灣，1950年

民國政府兵敗如山倒，一遷再遷，從南京到成都、再到廣州，連代總統李宗仁都逃走，全國只有閻錫山有資格當政府領導人:30。
1949年11月20日，李宗仁以養病為由，宣佈中樞軍政交由閻錫山負責。12月8日閻錫山自成都飛抵臺灣，編查有關「太原五百完人」的名單，宣傳以梁化之為首的「太原五百完人」事跡，並短暫主持中華民國政府在台軍政。
1950年3月1日，蔣介石宣佈「復行視事」，復職總統，閻隨即請辭行政院院長、於同月15日離職，後獲聘為總統府資政。此後閻錫山便定居於陽明山，过着“十年隐居，十年著作”的生活，期间共有近五十名忠心部屬也跟著遷入，打理閻錫山住居生活。
1960年5月23日，閻錫山於臺北市病逝，葬於陽明山。7月29日，蔣介石簽署發布褒揚令，全文如下：
「總統府資政、陸軍一級上將閻錫山，才猷卓越，器識宏通。早年追隨國父，著籍同盟。辛亥之役，倡舉義旗，光復三晉。民國肇建，即任山西都督、督軍及省長，振飭庶政，訓齊卒伍，軍容吏治，煥然一新。北伐告成，歷任國民政府委員、內政部長、蒙藏委員會委員長、陸海空軍副總司令、軍事委員會副委員長、太原綏靖主任等職。外膺疆寄，內贊樞衡，碩劃敷陳，並昭懋績。抗戰軍興，任第二戰區司令長官，兼山西省政府主席，創興兵農合一之制，促進生產，增強戰力，厥效彌彰。故宇既收，赤氛重煽。三十八年出任行政院長及國防部長，受命於危難之際，馳驅蜀粵，載徙台員，遺大投艱，勛勤備著。中興在望，匡輔方資，遽喪老成，實深軫悼！應予明令褒揚，用示政府篤念勛耆之至意。此令。」
閻病逝後，人員逐漸散去，但故居與墓園仍由張日明、井國治等老侍衛整理、維護，數十年如一日。

## 身後
閻錫山遺囑將名下兩棟房子给徐竹青（當時住在新店七張），未留给孩子任何財產（當時僅有閻志敏獨自返臺奔喪，喪禮後即離開。閻志惠因經濟拮据，無力負擔機票費用而未能奔喪）。随扈為争取閻錫山生前允诺（给予他們山上農场的產權）和徐竹青對簿公堂。
1970年3月21日，徐竹青過世，享年88歲，並與閻錫山同葬。閻锡山的孫子女在巴西輟學打工8年后，才籌足機票費赴美和閻志惠一家團圓，但生活依然清苦。直到2013年，閻志敏、閻志惠兄弟已在美國過世，閻家后代子孙都未曾返臺掃墓。
閻錫山故居與閻錫山墓園分別在2004年10月7日與2010年3月16日，被臺北市政府公告為市定古蹟，但仍由閻錫山侍衛打理。
只不過，隨年齡漸長，在井國治過世後，閻錫山故居十餘年來僅剩張日明一人打理，張日明八十餘歲時，行動日益不便，始決定將故居等市定古蹟捐予臺北市政府做後續維管。2011年5月23日，故居捐贈給台北市政府，盼由政府接手後，能有更完善的文化資產保存。2018年1月20日開始對外預約開放。

## 轶事

### 哲学理念

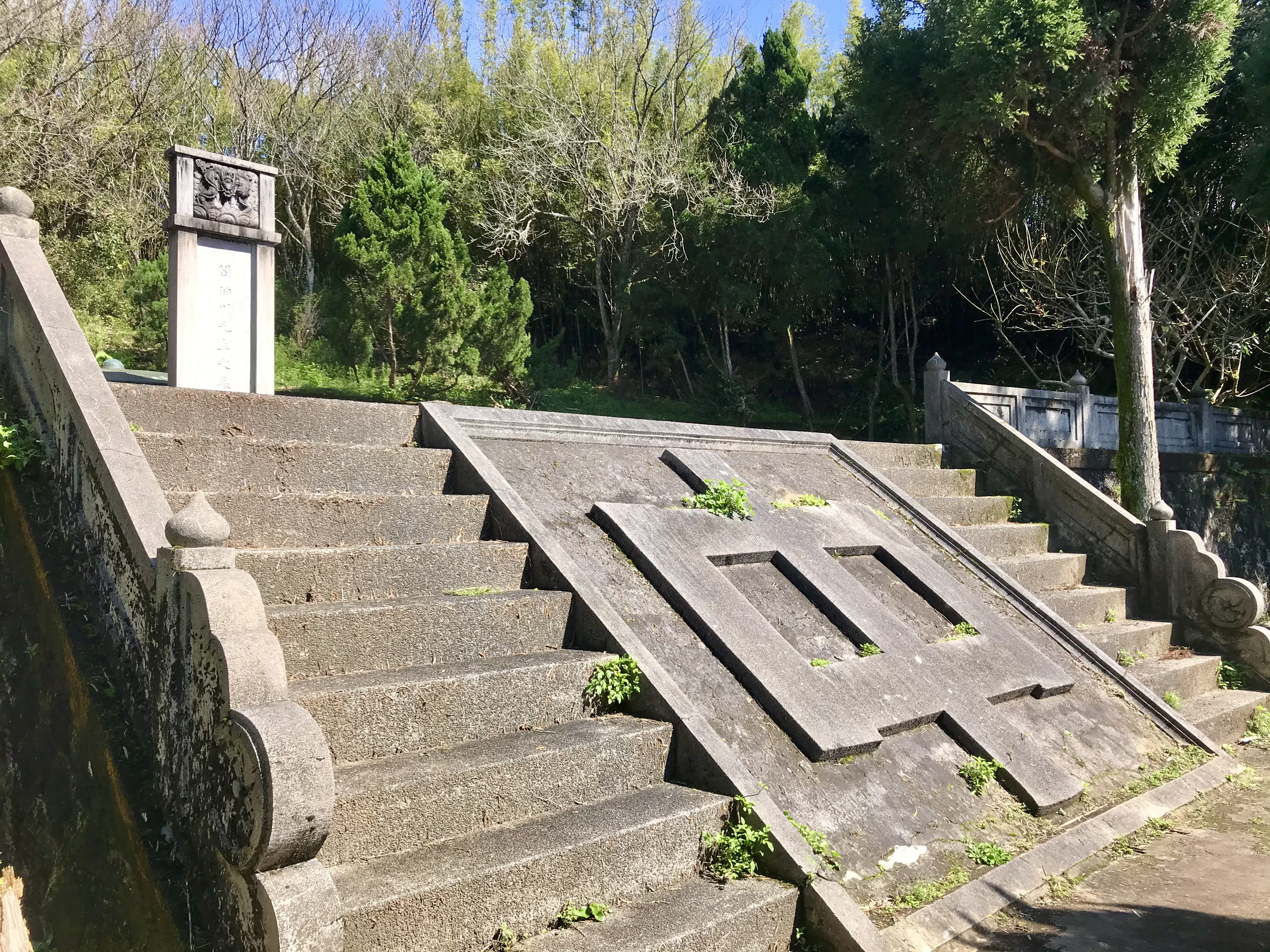
閻錫山墓前「中」字

阎锡山创立自称为“中的哲学”哲学思想。他认为不偏不奇、情理兼顾，不过不及是为中，事之恰好处是为中；人事得中则成，失中则毁；承认矛盾，要用二的分析法分析矛盾，以求得矛盾的不矛盾，使矛盾对消，达到适中，以求生存；认为事理有母理与子理之别，母理是不变的，子理服从母理，人事以生为最高母理；存在即是真理，需要即是合法。

### 用人理念
阎锡山在《日记》中不惮其烦地多次总结他的用人经验。他很欣赏曾国藩说的“用人以外无经济（经国济民）”的话，认为“得人事举，失人事败”，“有干部即有政权”，“没有人的困难比没钱的困难还大”；同时，他感到用人是一件很难的事，多次说过“知人难，用人尤难”，认为“用人如御马，御之善可以行远，御之不善反能覆身”。“用人处事，不慎之于始，必悔之于终”。他忧虑的是自己“智不足以知人，勇不足以胜人，仁不足以感人”。

### 军国主义
留学日本的阎锡山受军国主义影响很深，并在山西省内积极宣传，并撰写有所《军国主义谈》一书，1915年7月中旬印制成册，分发全省各机关学校阅览，广泛流传。全书采用问答体、共13问，约2万余字。主要有军国与强国、战胜之术、武德教育、军人地位、军心作用等观点。

### 经济理念
阎锡山曾说：“各取所需是圣人制度。各取所值是贤人制度。劳资合一是常人制度。私产生息是盗贼制度。常人多只好行常人制度，贤人多可行贤人制度，圣人多始可行圣人制度。”这句话显然包含阎锡山对共产主义、资本主义中经济制度的理解。

### 教育理念
民国的义务教育，则始自阎锡山治下的山西，正如教育家陶行知所言，“山西是中国义务教育策源地”。那样一个内忧外患，曾被蒋南翔呼作“容不下一张安静的书桌”的年代，阎锡山却在山西为学龄儿童们製造几十万张课桌，使山西学龄儿童受义务教育比例长期保持在70%的高度，同时阎氏能够将“受教育”与“当兵”、“纳税”并列，称之为“国民之三大义务”，放在《告谕人民八条》的首条，要求山西民众全体遵守，实属不易。

### 名誉与评价
1930年的美国《时代》记述：“身材高大、強健……作为山西省的‘模范督军’，阎实际上耸立在一个独立王国之中——处于各军阀的包围之中。尽管目前晋西南地区还存在粮食短缺，但阎为1100万人带来繁荣，在中国，他们最富裕，因而使他显得出类拔萃。阎的嗜好不是女人、酒、鸦片，甚至也不是金钱，而是优质的道路、纺织、防御部队、维持秩序的警察，发展优良的牛、马、耕具、家禽、肥料——所有能为他的乡亲直接带来好处的事物。”

## 家人

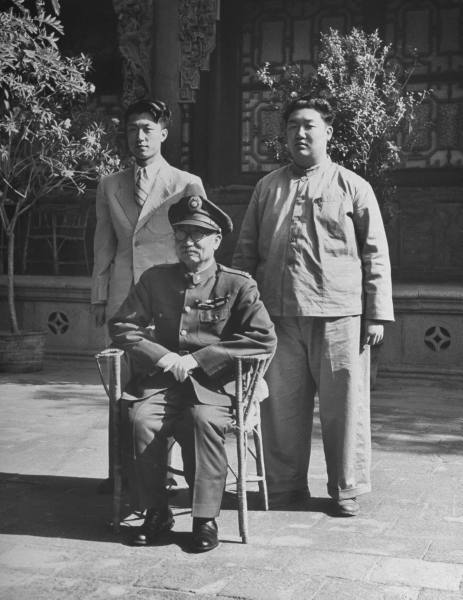
閻錫山與兒子，1947年
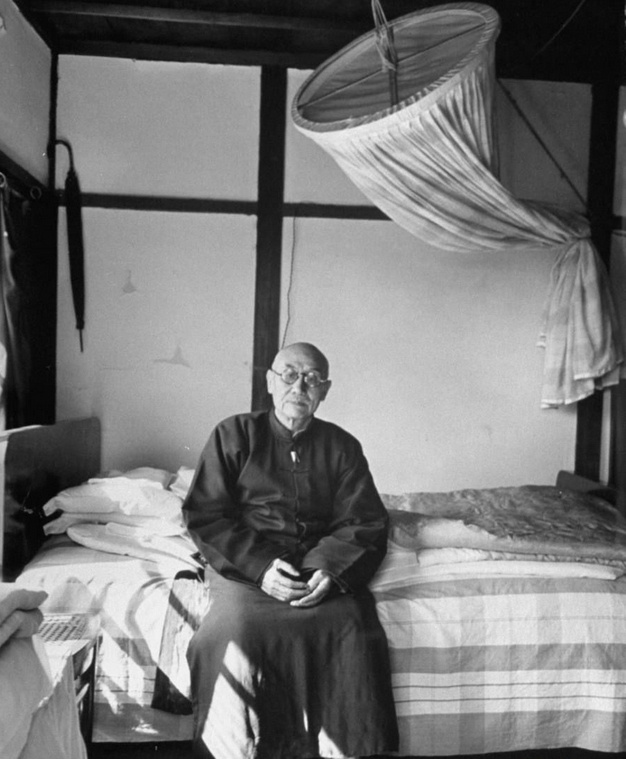
閻錫山攝於其寓所，約1950年

正妻徐竹青。
妾徐蘭森（本為大同許氏，出於對原配家族的尊重和安撫，按當地習俗，許氏登門向徐竹青父親徐一敬行跪拜大禮，認徐一敬夫婦為義父母，認徐竹青為義姐，徐一敬為許氏取名徐蘭森。徐一敬弟徐一清曾任山西銀行經理）。徐蘭森替他生有5个儿子，長子、三子幼年夭折。按照婚前約定的家規，徐蘭森所生子女均稱徐竹青為媽，稱徐蘭森為姨。
- 长子阎志恭（字敬齋）、
- 次子阎志宽（生于1919年，15歲取妻趙秀金，20歲在日期間病故。趙後改嫁閻志惠）、
- 三子阎志信（字實齋）、
- 四子阎志敏（生于1926年，1949年从上海到美国纽约读书，毕业后担任高级电子工程师，阎锡山逝世時，阎志敏立即赶回台湾，但妻儿仍在巴西）、
- 五子阎志惠（生於1927年，曾任中華民國駐日大使館武官，退休後前往巴西開小酒館，之後前往紐約一家保險公司任職，期間趙秀金過世，撫養長女閻樹枋、次子閻樹楠成人並嫁娶。晚年在美國與金無怠遺孀周謹予相伴25年，直至2011年3月25日心臟病逝於加州醫院，4月1日周謹予過世）。

堂妹阎慧卿（阎锡山二叔阎书典的五女儿）。

## 著作、演讲、文章
- 《世界大同》
- 《公道主义之村本政治》
- 《国情人情与全民革命》
- 《村村无讼，家家有餘》
- 《仁学与仁政——第九次整理村范会议讲词》
- 《先将自己放在民间，才能将政治放在民间》
- 《三十七年元旦首腦部團拜大會訓話》
- 《世界和平與世界大戰》[37]
- 《軍國主義譚》[38]
- 《美國白皮書之觀感》[39]
- 《三百年的中國》[40]
- 《閻伯川先生感想錄》[41]
- 《阎锡山日记》[42][43]

## 外部連結
- 掌权山西三十八载的阎锡山 （页面存档备份，存于）
- 毛泽东给阎锡山的信 （页面存档备份，存于）
- 上党長治战役被共產黨偷襲，損失慘重
- 閻錫山故居——文化部文化資產局 （页面存档备份，存于）
- 閻錫山墓——文化部文化資產局 （页面存档备份，存于）